# Fernando Tejero
Fernando Tejero Muñoz-Torrero (Còrdova, Andalusia, 24 de febrer de 1965) és un actor de cinema espanyol. Conegut pels seus papers a Días de futbol o a Crimen ferpecto en cinema i el paper d'Emilio Delgado a Aquí no hay quien viva en la televisió i de Fermín Trujillo a La que se avecina.

## Biografia
Nasqué a Còrdova, on passà la seva infància i adolescència fins que abandonà la seva feina a la peixateria dels seus pares per viatjar a Madrid i convertir-se en actor.
Ingressà a l'Escola de Cristina Rota, on entrà en contacte amb Alberto San Juan. D'aquesta manera establí vincles amb la companyia teatral Animalario, on figuraven Ernesto Alterio, Andrés Lima i Guillermo Toledo.
David Serrano, també proper a aquest grup, oferí a Fernando Tejero l'oportunitat de la seva vida a la pel·lícula Días de fútbol (2003), amb la qual guanyà el Premi Goya al Millor actor revelació.
Aquell mateix any Elena Arnao el seleccionà pel càsting de la sèrie de televisió Aquí no hay quien viva. En principi li van oferir interpretar el personatge d'en Paco (el dependent d'un videoclub), més tard li van oferir el paper de l'Emilio, el porter de la casa, on guanyà més protagonisme.
Gràcies a la seva popularitat, Fernando Tejero va accedir a papers protagonistes a pel·lícules com El penalti más largo del mundo (Roberto Santiago, 2005).
Va interpretar un cec a la pel·lícula Deu ser que ningú és perfecte (Joaquim Oristrell, 2005), en la qual va tenir com companys de repartiment Santi Millán i José Luis García Pérez.
El 2007 va protagonitzar la sèrie Gominolas, en la qual interpretava en Benja, que en els anys 80 va ser el líder del grup infantil Gominolas.
L'any 2009 col·laborà amb l'actriu Malena Alterio per quarta vegada (després de dues pel·lícules i la sèrie Aquí no hay quien viva) en el film cinematogràfic Al final del camino, i en 2011 amb Cinco metros cuadrados.

## Vida privada
El 2013 va trencar la seva relació sentimental amb el seu xicot Miguel Ortiz, nomenat Mister Gai Espanya 2012, fet que va tenir gran impacte mediàtic per reconèixer públicament per primera vegada la seva homosexualitat, encara que posteriorment es va reconciliar amb Ortiz i va declarar-li el seu amor a través de Twitter. Als pocs mesos la parella va decidir trencar definitivament la seva relació. «Jo sempre he mantingut la meva vida privada al marge de la meva vida professional i m'han tret de l'armari a cops de peu i de manera morbosa», va afirmar en una entrevista el 2014. Posteriorment, va parlar públicament sobre la seva homosexualitat en diverses entrevistes.

## Filmografia
- Modelo 77 (2022)
- La chispa de la vida(2012)
- En fuera de juego (2011)
- El sueño de Iván (2011)
- Cinco metros cuadrados (2010)
- Desechos (2010)
- Al final del camino (2009)
- Gente de mala calidad (2008)
- 8 citas (2008)
- Fuera de carta (2008)
- Días de cine (David Serrano, 2007)
- El club de los suicidas, (Roberto Santiago, 2006).
- Deu ser que ningú és perfecte (Joaquim Oristrell, 2006)
- Volando voy (Miguel Albaladejo, 2005)
- El penalti más largo del mundo (Roberto Santiago, 2005).
- Crimen ferpecto (Álex de la Iglesia, 2004)
- Cachorro (Miguel Albaladejo, 2004)
- Días de fútbol (David Serrano, 2003)
- Torremolinos 73 (Pablo Berger, 2003)
- Los lunes al sol (Fernando León de Aranoa, 2002)

## Sèries de televisió
- La que se avecina (2012).
- El síndrome de Ulises (2008).
- Gominolas (2007).
- Aquí no hay quien viva (2003-2006)
- Gominolas (2007).
- El síndrome de Ulises (2008).
- El comisario (episodi «El cadáver inquieto»).

## Teatre
- Mitad y mitad
- Marat-Sade
- Piedras en los bolsillos

## Premis i candidatures
Premis Goya
| Anyo | Categoria                                     | Pel·lícula     | Resultat  |
| ---- | --------------------------------------------- | -------------- | --------- |
| 2008 | Millor interpretació masculina de repartiment | Fuera de carta | Candidat  |
| 2003 | Millor actor revelació                        | Días de fútbol | Guanyador |

Premis de la Unió d'Actors
| Any  | Categoria                              | Pel·lícula             | Resultat  |
| ---- | -------------------------------------- | ---------------------- | --------- |
| 2004 | Millor actor secundari de cinema       | Días de fútbol         | Candidat  |
| 2004 | Millor actor revelació                 | Días de fútbol         | Candidat  |
| 2004 | Millor actor protagonista de televisió | Aquí no hay quien viva | Guanyador |

Fotogramas de Plata
| Any  | Categoria                 | Pel·lícula             | Resultat  |
| ---- | ------------------------- | ---------------------- | --------- |
| 2004 | Millor actor de televisió | Aquí no hay quien viva | Guanyador |
| 2003 | Millor actor de televisió | Aquí no hay quien viva | Candidat  |

### Altres reconeixements
- Premis de l'Acadèmia de la Televisió d'Espanya

Candidat al premi de millor actor (2003)
Candidat al premi de millor actor (2004)
- TP d'Or

Millor actor de televisió (2004)